# Танэгасима (огнестрельное оружие)

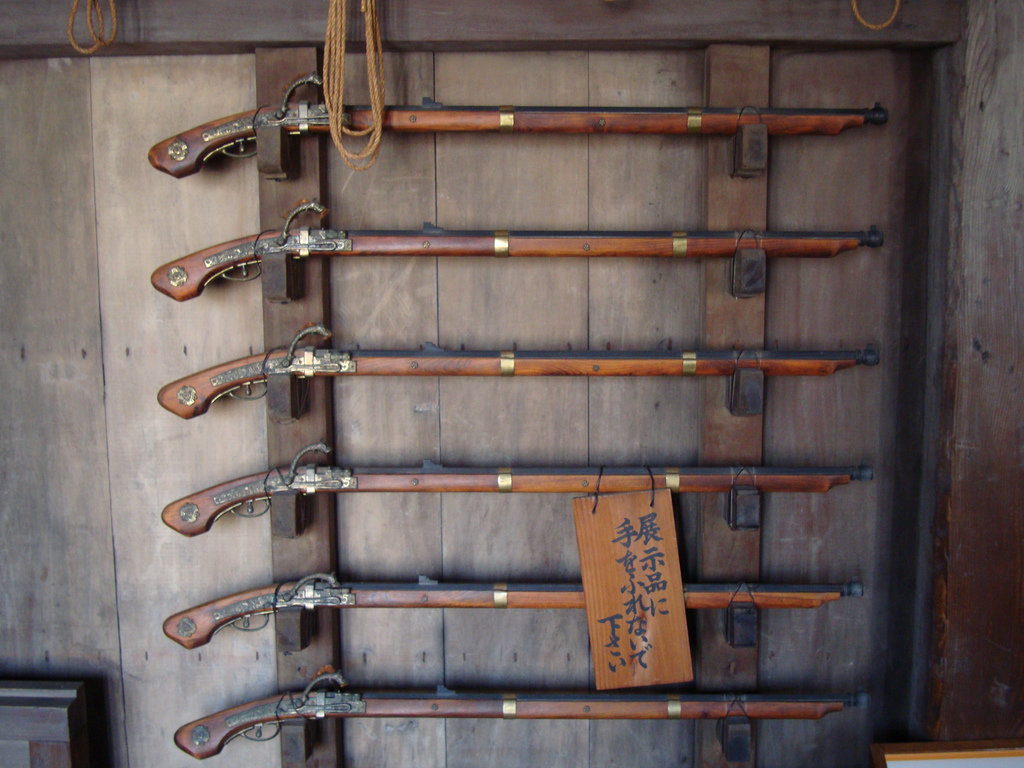

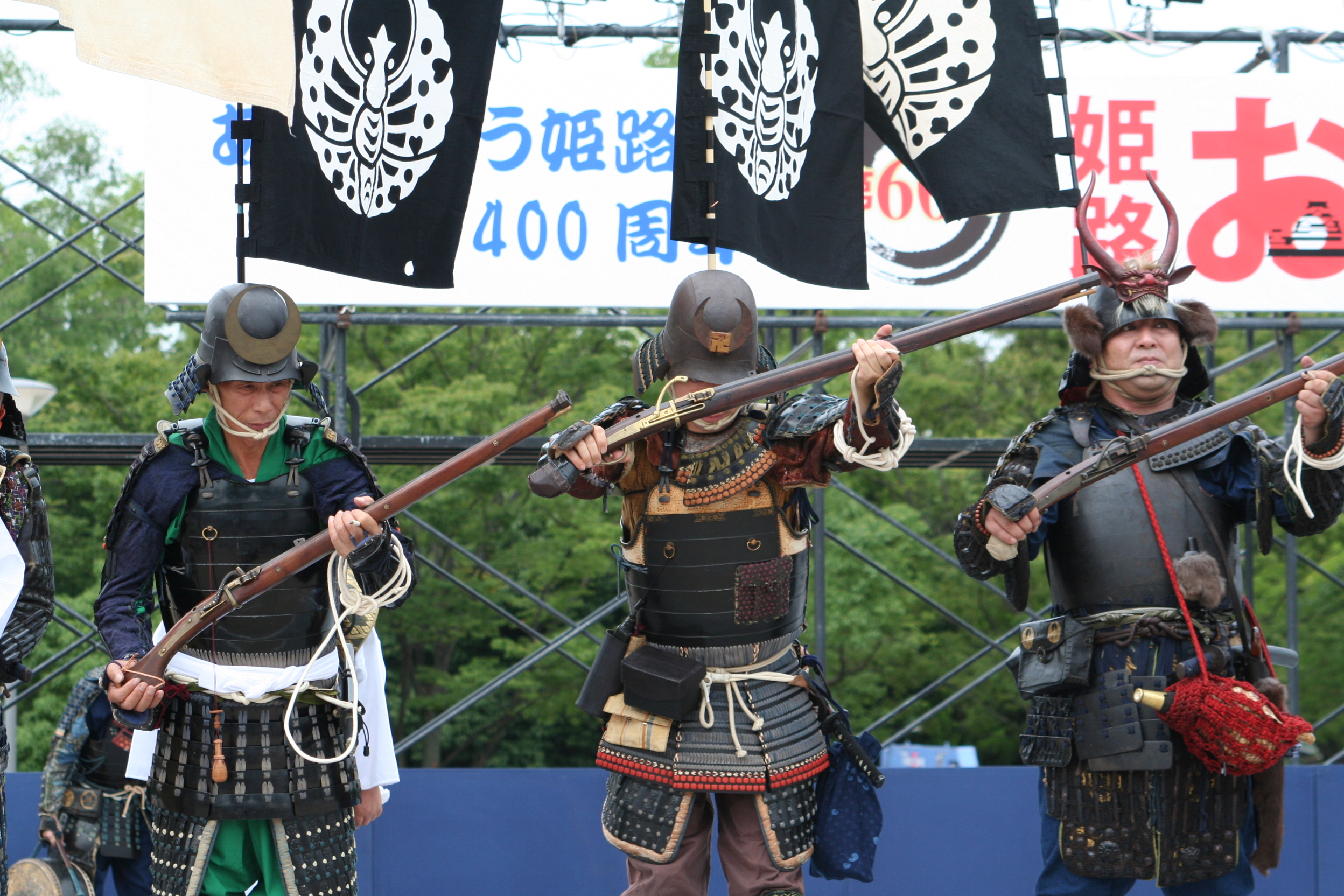

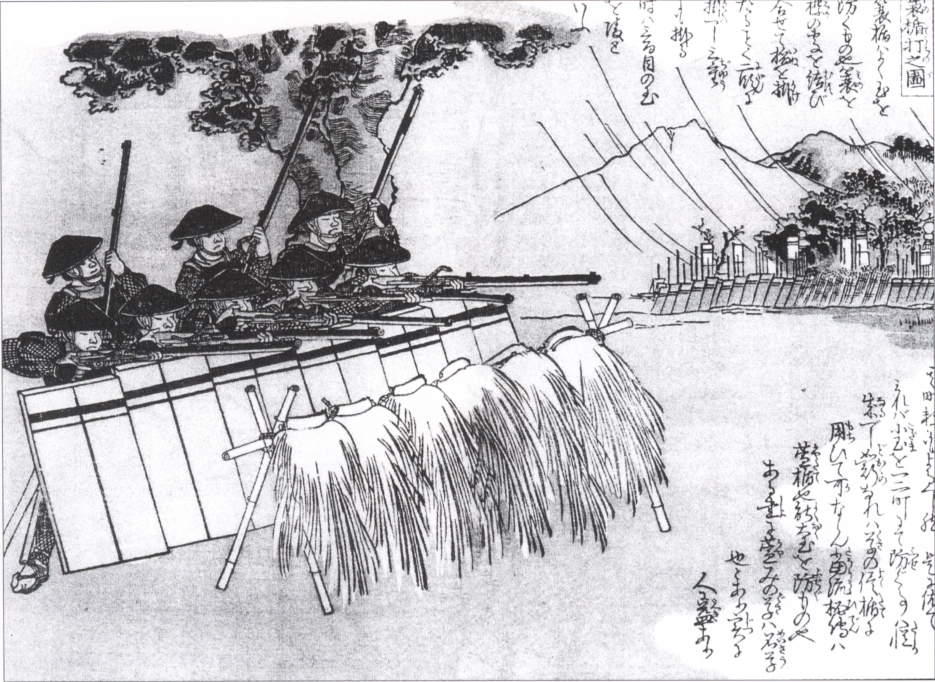
Асигару

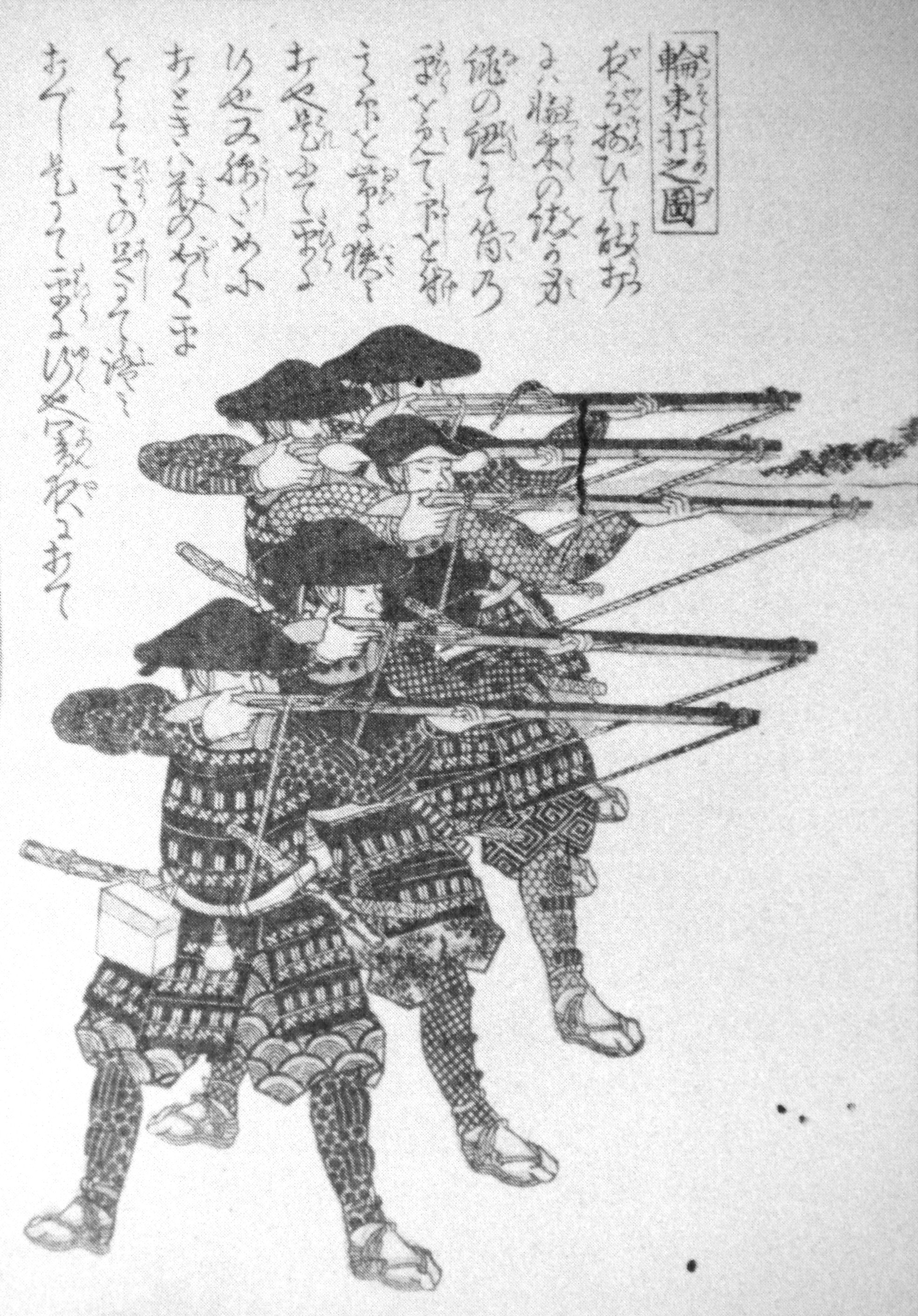
Японские пехотинцы (асигару) стреляют из хинавадзю (фитильные ружья). Ночная стрельба с использованием веревок для поддержания правильной высоты стрельбы

Танэгасима (яп. 種子島 Танэгасима) — старинное японское огнестрельное оружие. Вариант дульнозарядного ружья с фитильным замком. Из-за изоляции Японии оно оставалось единственным огнестрельным оружием японцев на протяжении трёх столетий.

## История
В 1543 году на южнояпонском острове Танэгасима высадились первые европейцы — португальцы, познакомившие местных жителей с огнестрельным оружием. Из-за этого его в Японии часто называли по имени острова — «танэгасима». Танэгасима — это японский клон португальской аркебузы, купленной у португальских моряков. После осознания преимуществ португальского оружия местный князь купил у них два ружья. Скопировав их, японцы создали собственные образцы, которые позднее получили название в честь острова. Это было первое огнестрельное оружие Японии. Вскоре японцы усовершенствовали ударно-спусковой механизм, после чего на землях провинции Сацума началось массовое производство этого оружия.  Это оружие активно применялось в японско-корейской войне и локальных конфликтах. Им вооружали пехотинцев-асигару.
В 1575 году в битве при Нагасино Ода Нобунага поставил три линии вооружённых аркебузами асигару за деревянным частоколом, тем самым подготовившихся к нападению неприятельской конницы. Построение в три линии позволяло стрелкам двух задних линий перезаряжать своё оружие, в то время, как первая линия вела огонь. Такая тактика позволяла вести непрерывную стрельбу. Подобная тактика в Европе называлась караколь. Помимо внутренних войн в самой Японии, аркебузы широко использовались во время Имджинской войны. Один из корейских чиновников с досадой констатировал превосходство японских воинов, вооружённых аркебузами. После войны Корея и Китай стали активно перевооружать свою армию аркебузами. Во время сёгуната Токугава (основан в 1603 году) вопреки популярным «городским легендам», использование огнестрельного оружия продолжалось, как и его производство, хотя из-за меньшей интенсивности конфликтов в этот период они реже применялись в военных действиях. Более того, постепенно ручное огнестрельное оружие превратилось скорее в фермерский инструмент (служащий для отпугивания диких животных или охоты на них), чем реальное оружие для военных целей, и такие взгляды начали меняться лишь в начале XIX века.
После установления сёгуната Токугава и начала изоляции Японии это оружие без изменения просуществовало до Реставрации Мэйдзи (до середины XIX века). Таким образом, фитильные замки в Японии уступили место непосредственно оружию современного типа под унитарные патроны, минуя этапы искрового и капсюльного воспламенения (хотя последние также успели получить распространение в Японии и были в ходу параллельно с танэгасимами).

## Части танэгасимы
- Сиба-хикиганэ — защита приклада
- Хикиганэ — спусковой крючок
- Каракури — замок
- Дзиита — плита
- Юодзинтэцу — спусковая скоба
- Бию — заклепка
- Хинава Тоси Ана — отверстие для фитиля

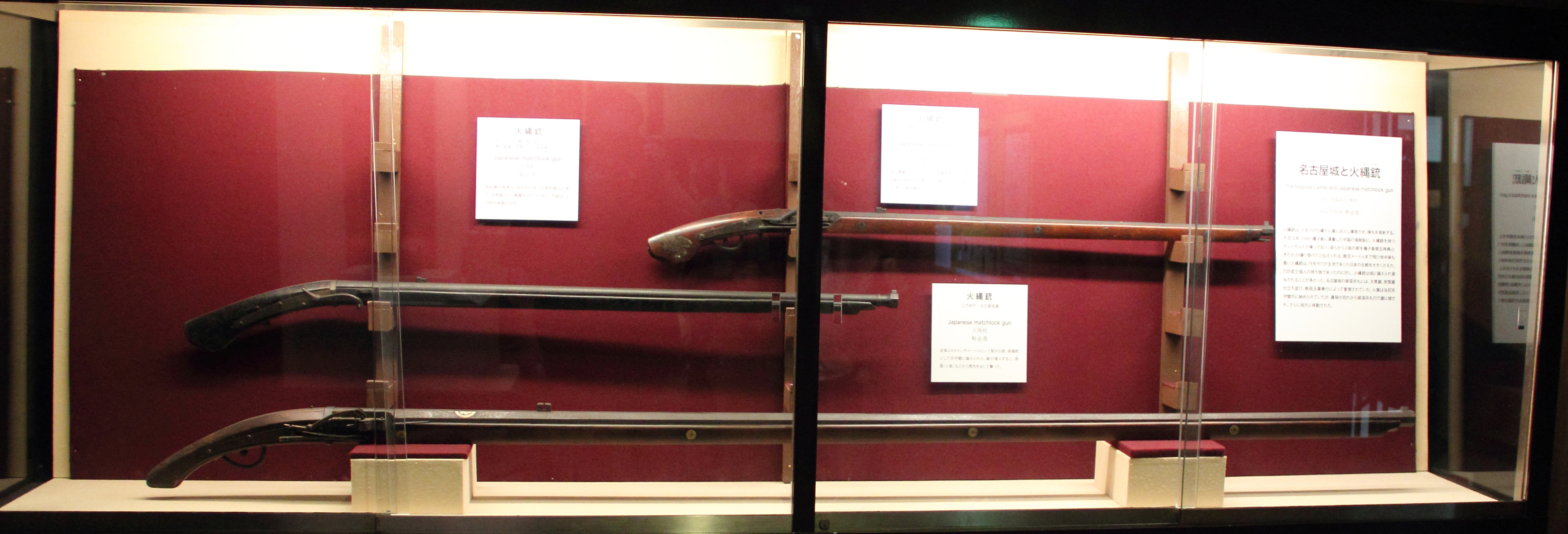
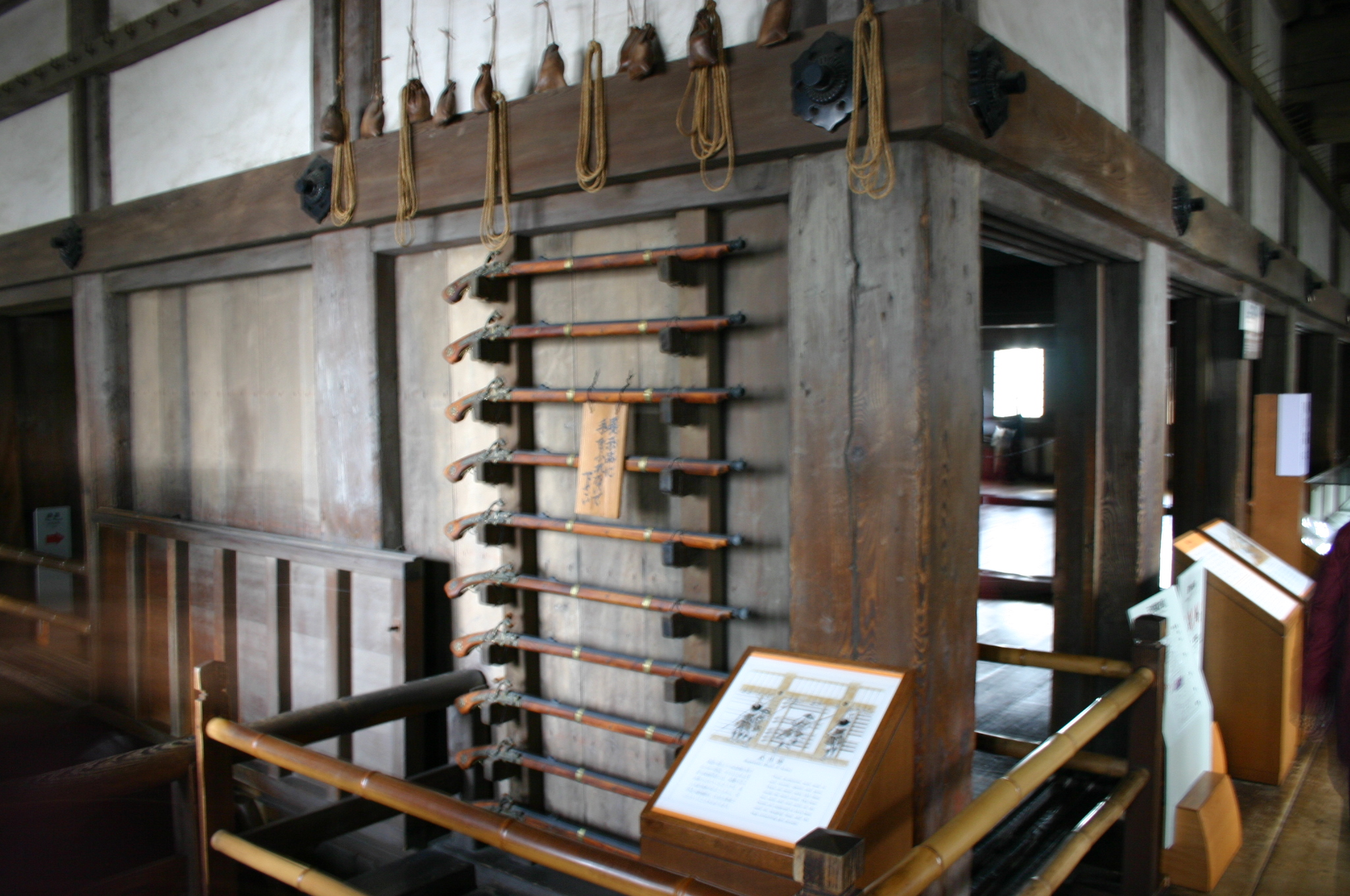
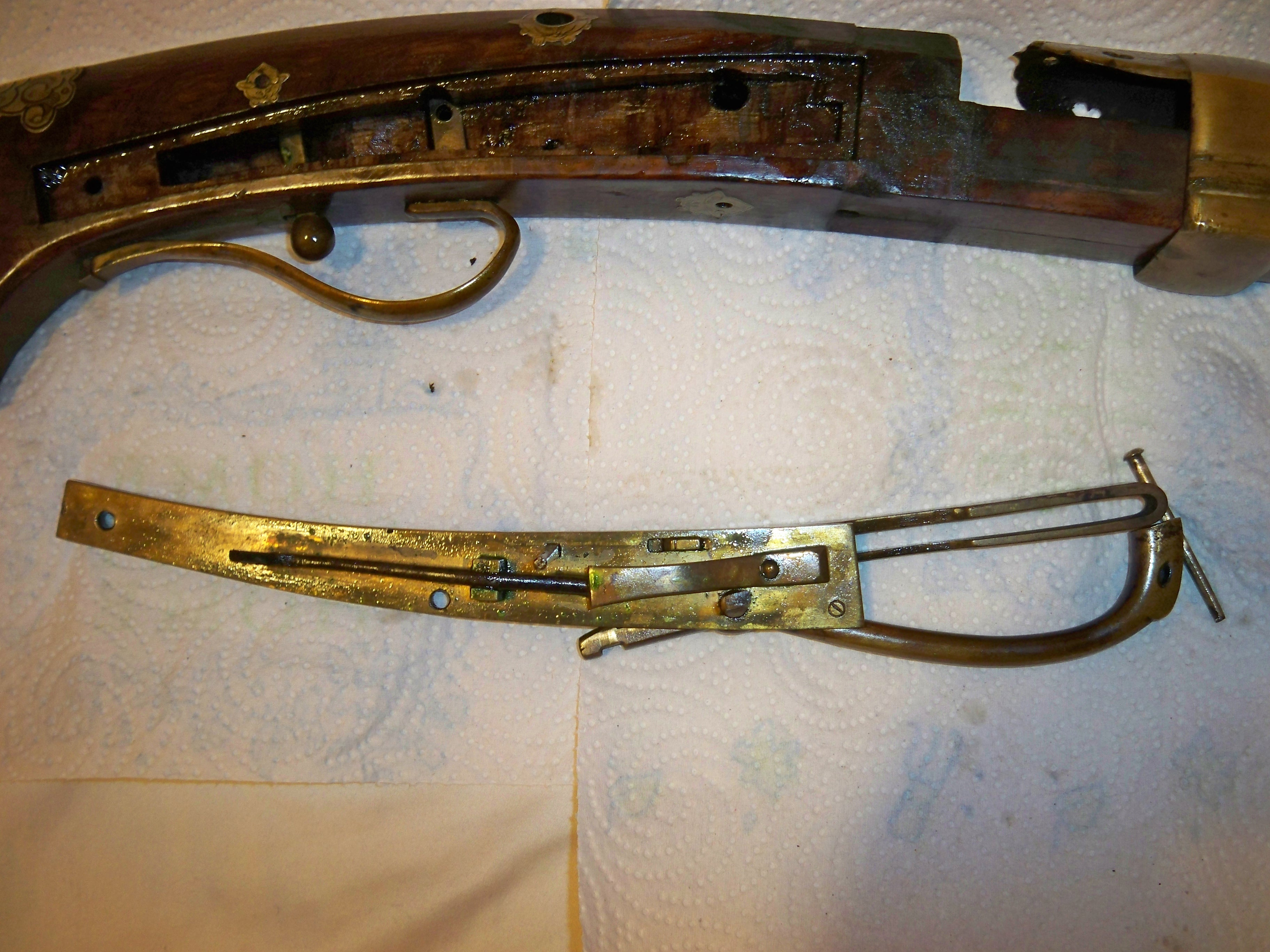
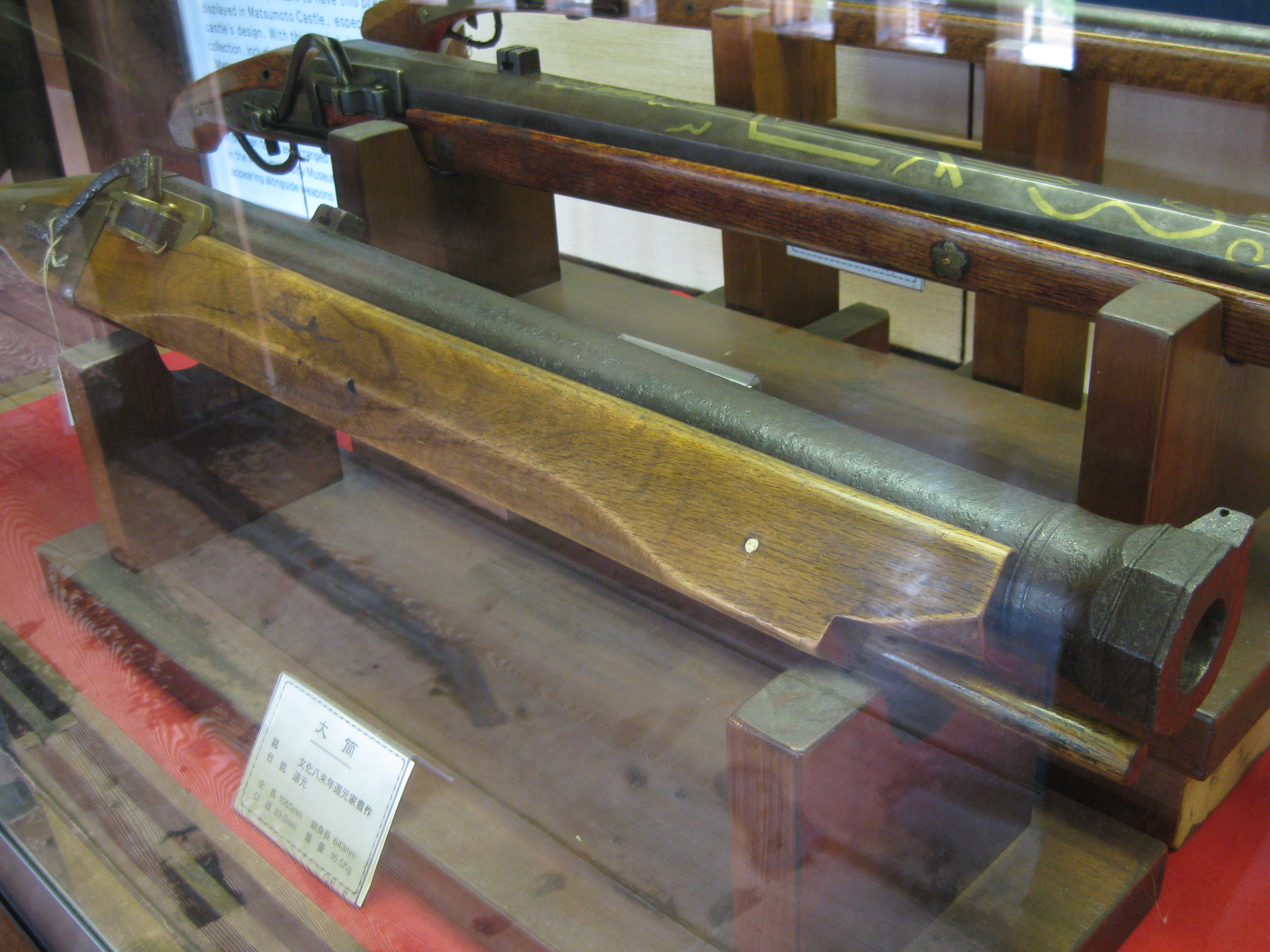
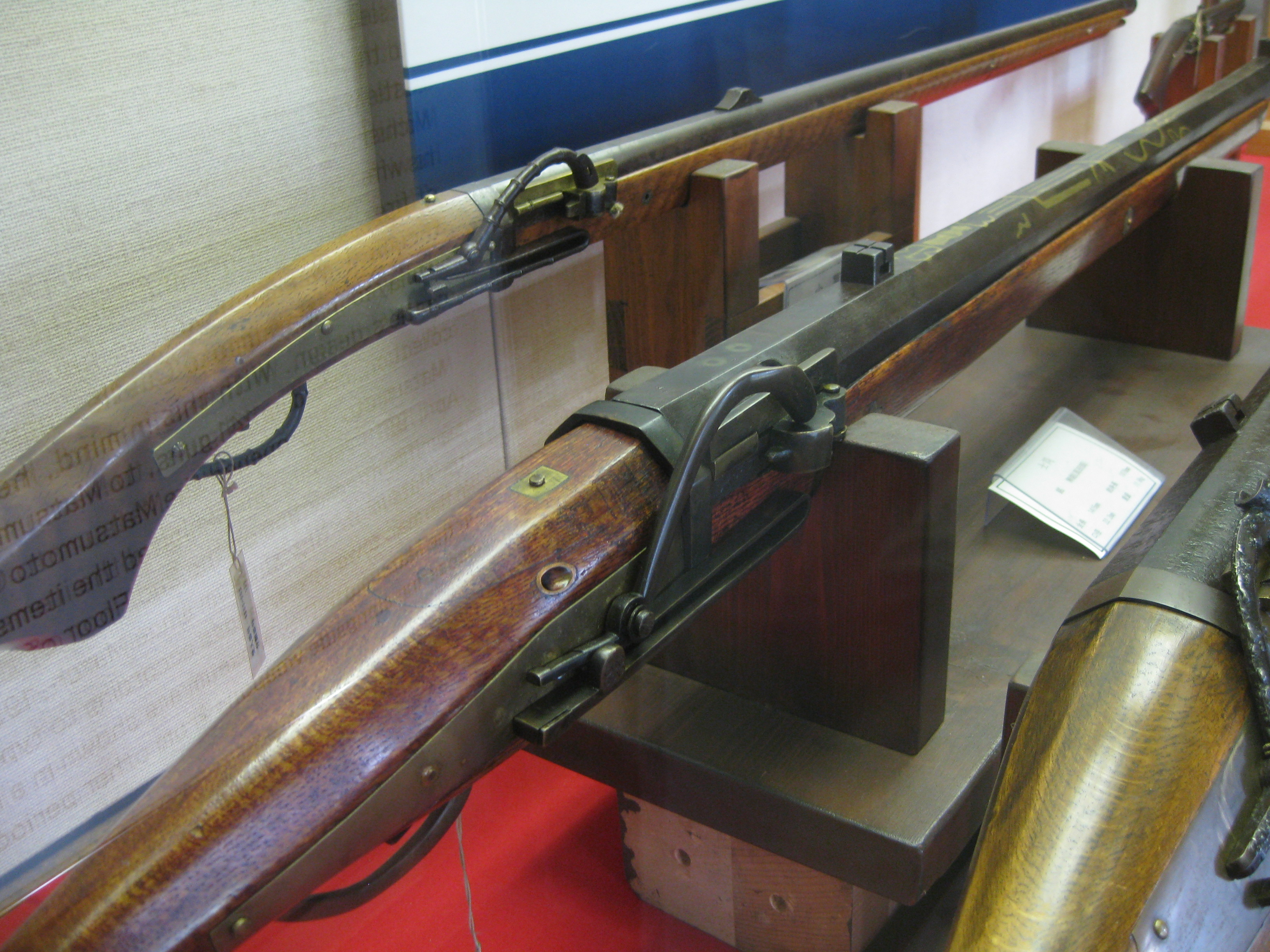
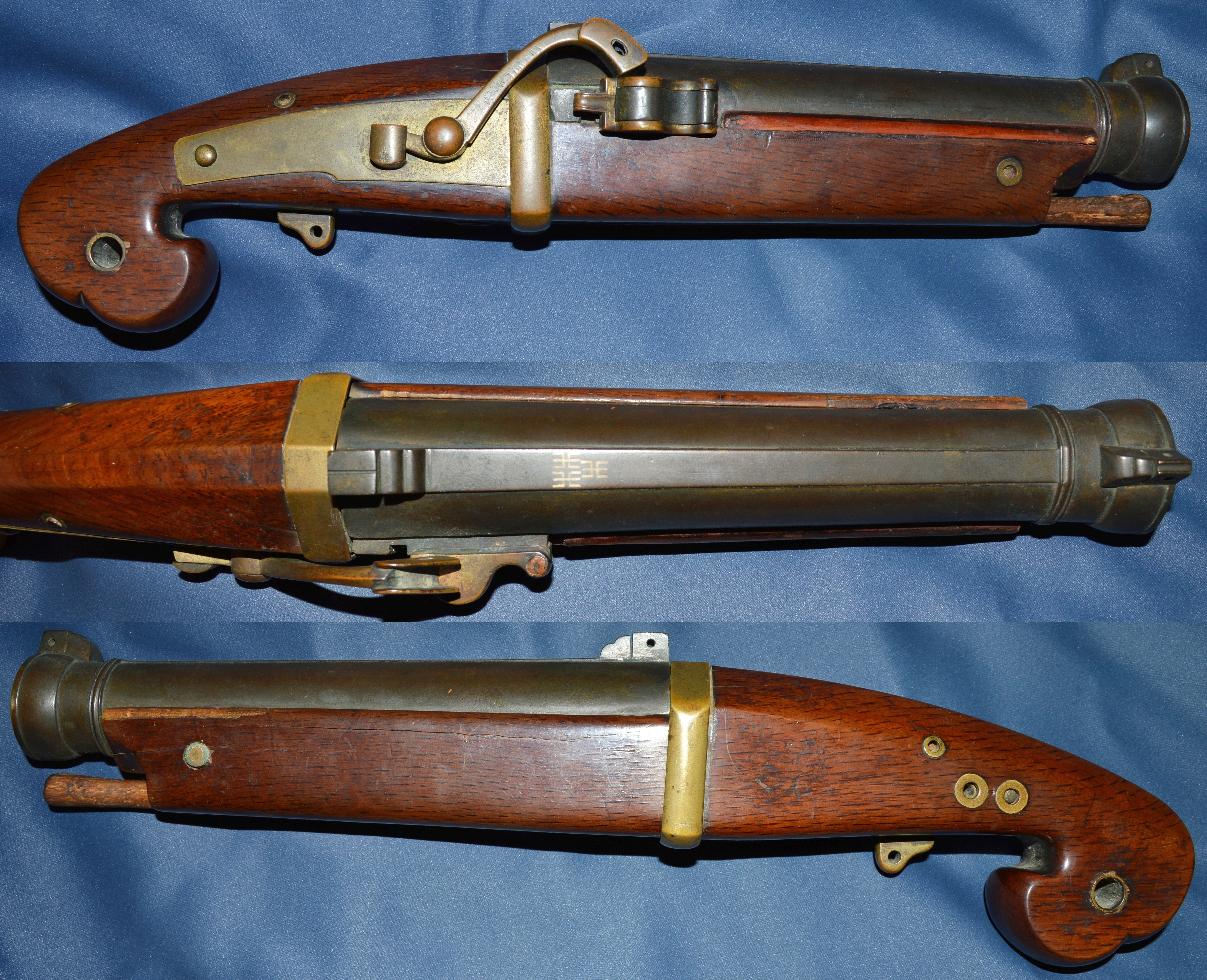
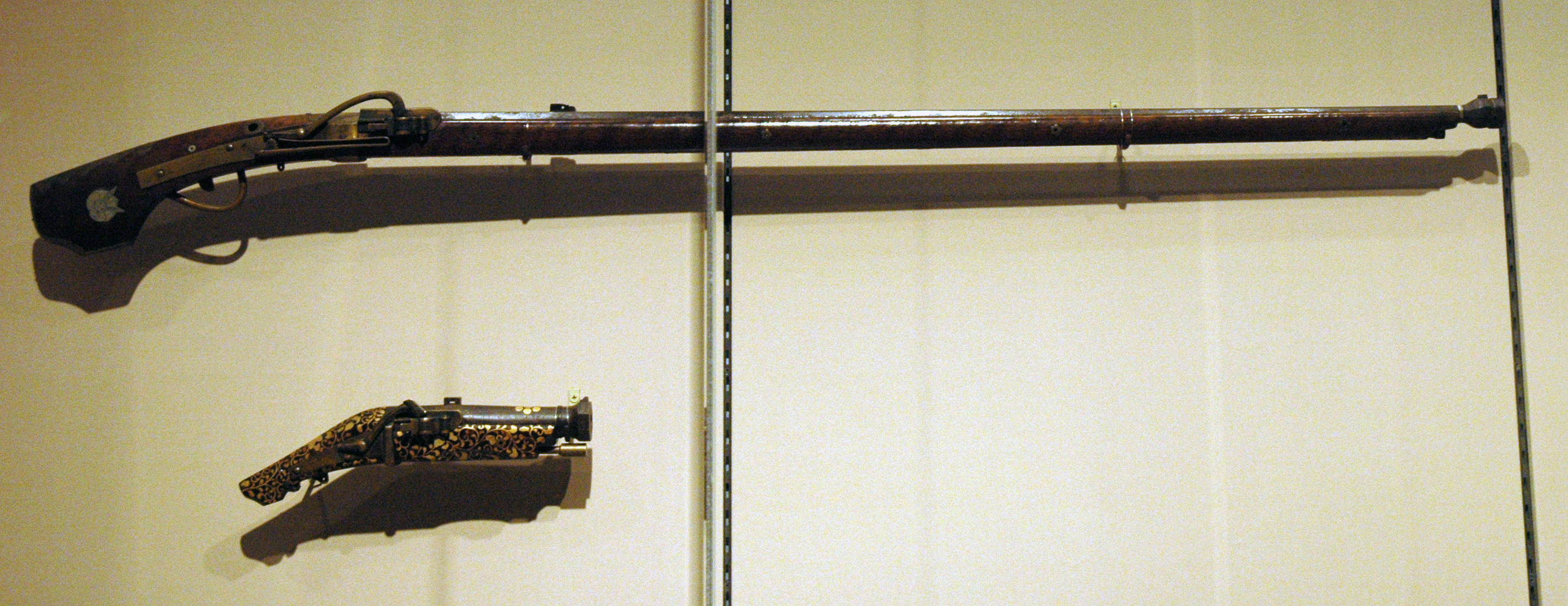
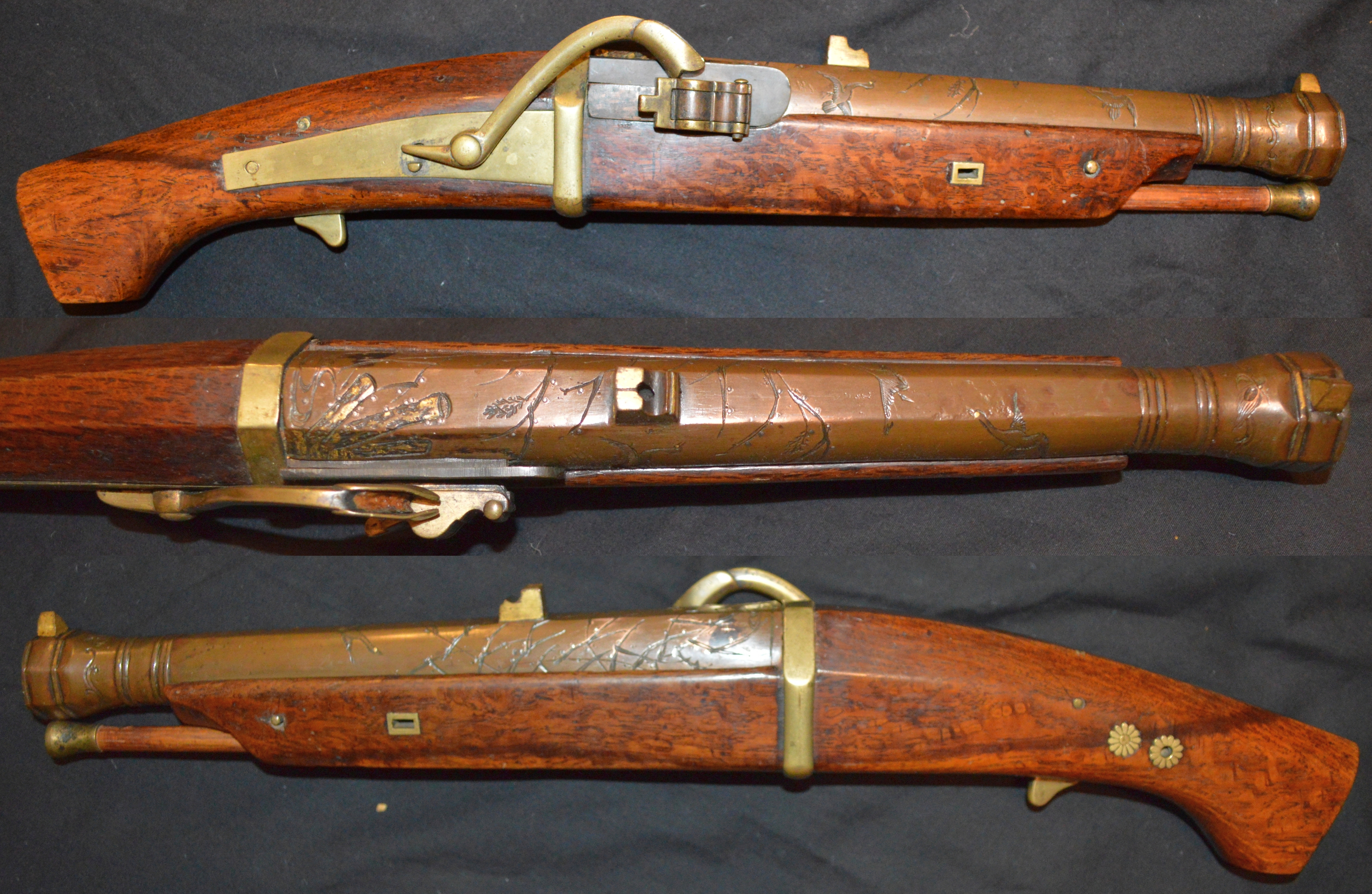
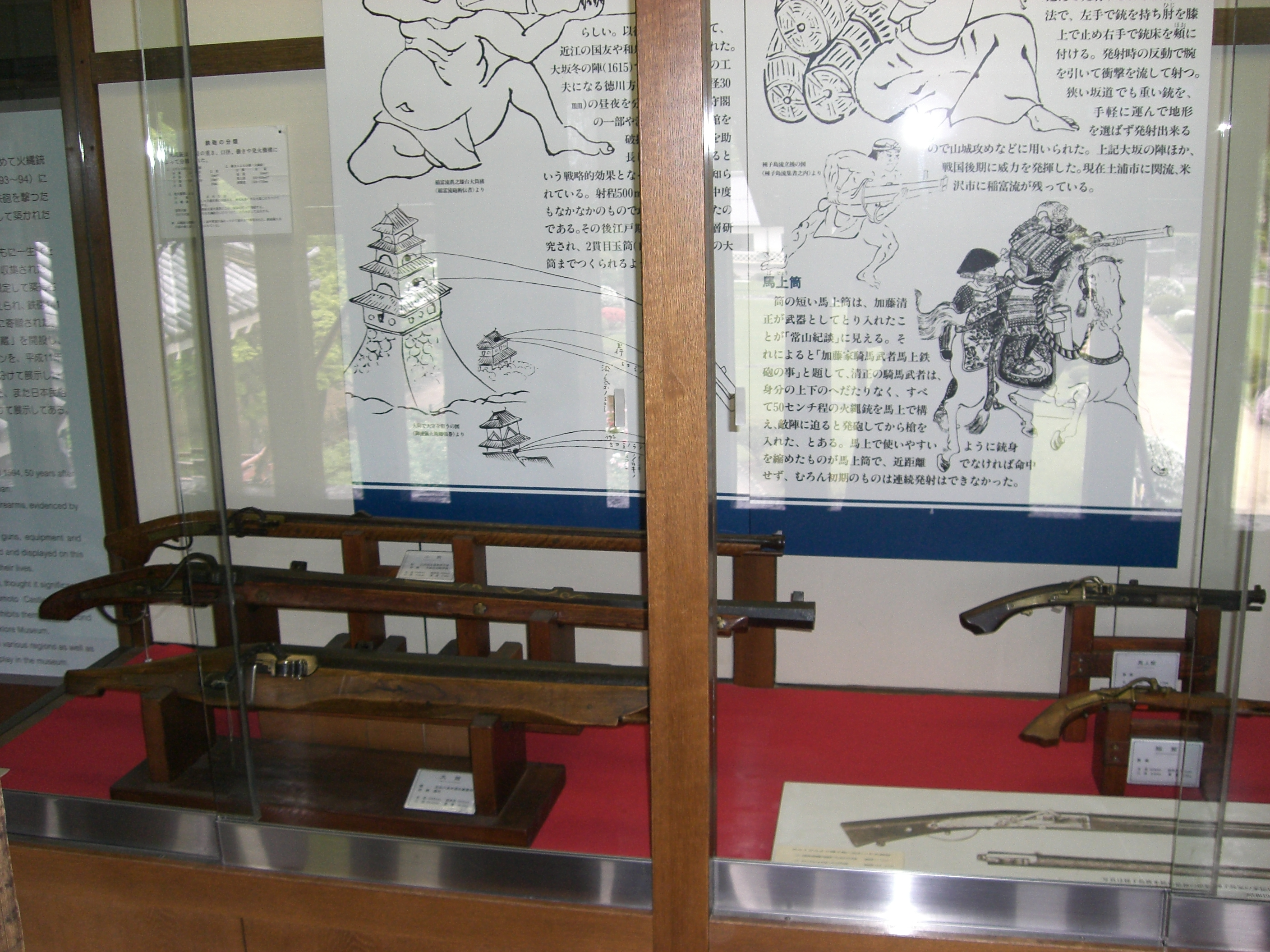
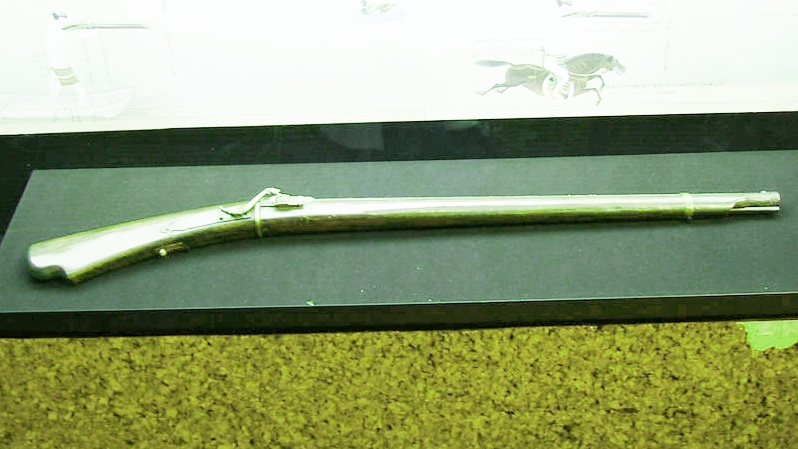
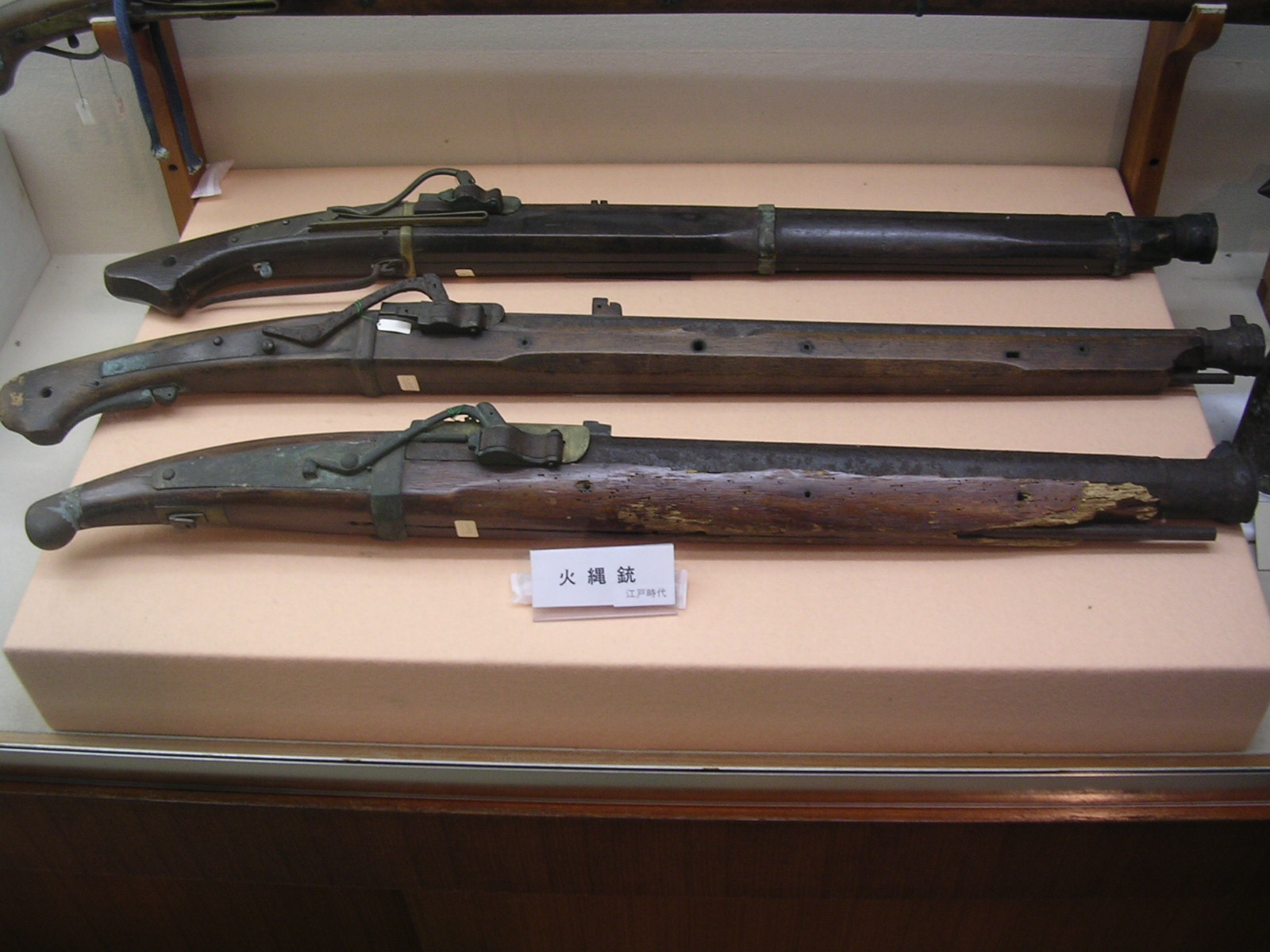
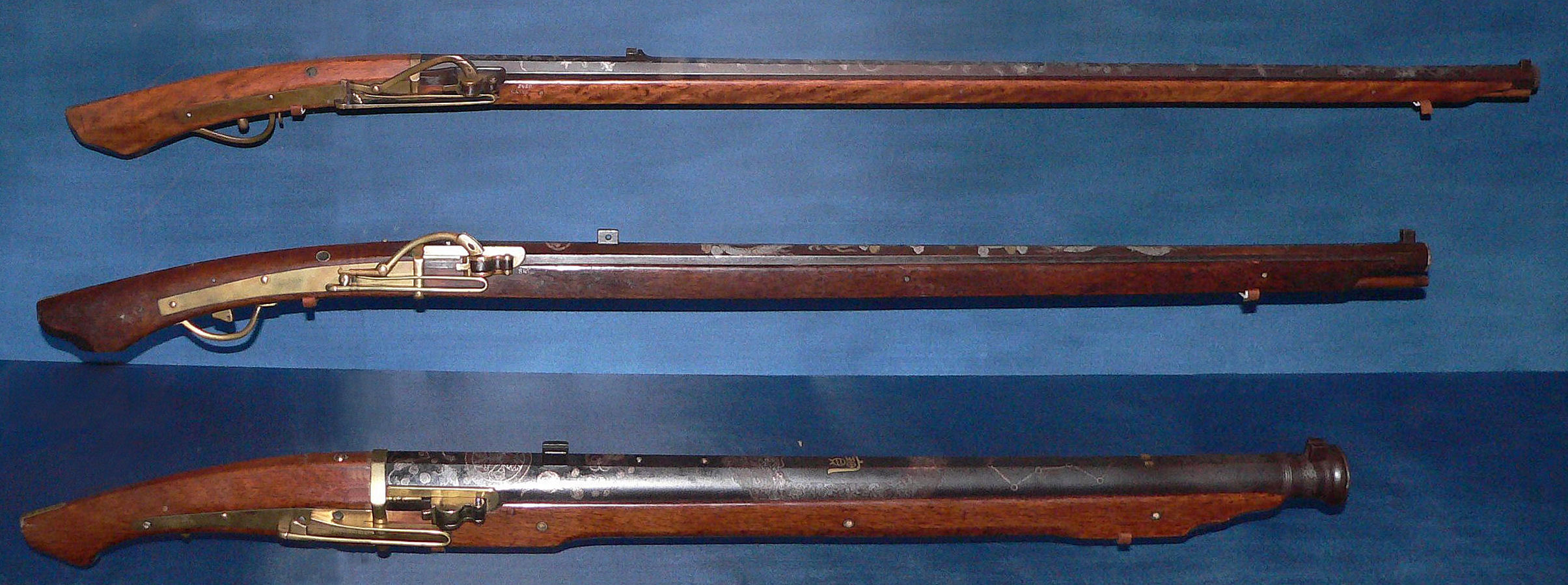

- Хадзики Ганэ — пружина
- Дуганэ — кольцо приклада
- Хибасами — пружина
- Амаой — защита ствола
- Хибута — крышка пороховницы
- Хидзара — пороховая полка
- Дай — приклад
- Цуцу — ствол
- Мото Маэтэ — прицел
- Удэнуки — отверстие для ремня
- Нака Маэтэ — целик
- Мэкуги Ана — отверстие для чеки
- Саки Маэтэ — мушка
- Карука — шомпол
- Сугути — дуло